# Феофил (архиепископ Новгородский)
Архиепи́скоп Фео́фил (? — 26 октября 1484) — епископ Русской православной церкви; архиепископ Великоновгородский и Псковский. Последний новгородский святитель, избранный на народном вече. Прославлен в лике святых как Феофил Печерский. Память совершается (по юлианскому календарю) 26 октября и 28 августа — день празднования Собору отцев Киево-Печерских, в Дальних пещерах почивающих.

## Жизнеописание
Дата рождения святителя Феофила неизвестна. Иночество принял в Отенской обители и при святителе Ионе Новгородском был протодиаконом и ризничим кафедры.
Архиепископ Новгородский Иона умер 5 ноября 1470 года. По его кончине Феофил стал последним епископом Новгорода, избранным (15 ноября) через жребий из кандидатов, представленных новгородским вече; поставлен в Москве митрополитом Московским Филиппом I 15 декабря 1471 года.
Его избрание совпало с приглашением на княжение в Новгород князя Михаила Олельковича из Литвы, что обозначило отход новгородцев от промосковского курса. Литовская партия требовала полного разрыва с Москвой и вела переговоры с Казимиром IV. Не исключалась возможность поставления Феофила от в недавнем прошлом униата митрополита Киевского, Галицкого и всея Руси Григория II (Булгара). В обстановке политической смуты в Новгороде московский князь Иван III Васильевич в марте 1471 года принял решение о походе на Новгород.
После разгрома новгородского войска на Шелони Феофил вёл переговоры с великим князем, закончившиеся подписанием в местечке Коростыни (ныне в Шимском районе) московско-новгородского договора и поставлением его в архиепископы митрополитом Московским.
31 марта 1476 года Феофил возглавлял посольство в Москву к Ивану III, кроме него, в посольство входили посадники Яков Александрович Короб, Акинфий Толстой и Яков Фёдорович. Целью посольства было «бити челом великому князю о тех посадницех, коих поймал князь великы в Новегороде». Пойманные посадники содержались в Коломне и в Муроме. Однако посольство оказалось неудачным. «Тех поиманых посадников не отпустил князь великы ни единого». Через две недели после безуспешных переговоров послы отправились в обратный путь.
26 октября 1479 года Иван III вновь выехал в Новгород, чтобы ликвидировать остатки новгородской независимости. По его приказанию Феофил 19 (или 24) января 1480 года был смещён с кафедры, арестован и заточён в Чудовом монастыре.
В 1483 году, находясь в заточении, подписал так называемую отречённую грамоту «архиепископом не именоваться и в смиреннейших пребывати до последняго издыхания», после чего был освобождён, но оставался в Москве.
В 1484 году Феофил отправился в Киев на поклонение Киево-Печерским угодникам, но по дороге скончался. Погребён в Дальних (Феодосиевых) пещерах Киево-Печерской лавры. Татьяна Панова, с другой стороны, перечисляет его имя в списке погребённых в Чудовом монастыре Московского Кремля и указывает, что захоронение его утрачено.
Сведения о духовных подвигах Феофила не сохранились; его святость подтверждают посмертные чудеса от его мощей, зафиксированные в Киево-Печерской лавре.

В акафисте всем Печерским преподобным о нём сказано: 
Радуйся, святителю Феофиле, пастырю добрый, яко за пасомых тобою и живот положити готов был еси.

## Мощи
Его нетленные мощи хранятся в Дальних пещерах, недалеко от мощей Арсения Трудолюбивого и недалеко от подземной церкви Благовещения Пресвятой Богородицы.
Данные антропологических исследований указывают, что святитель умер в возрасте 60-70 лет, рост святителя был 172—176 см. У Феофила наблюдалась также ограниченная подвижность в тазобедренных суставах, и, вероятно, он уже не мог самостоятельно ходить.